# Harold Mabern

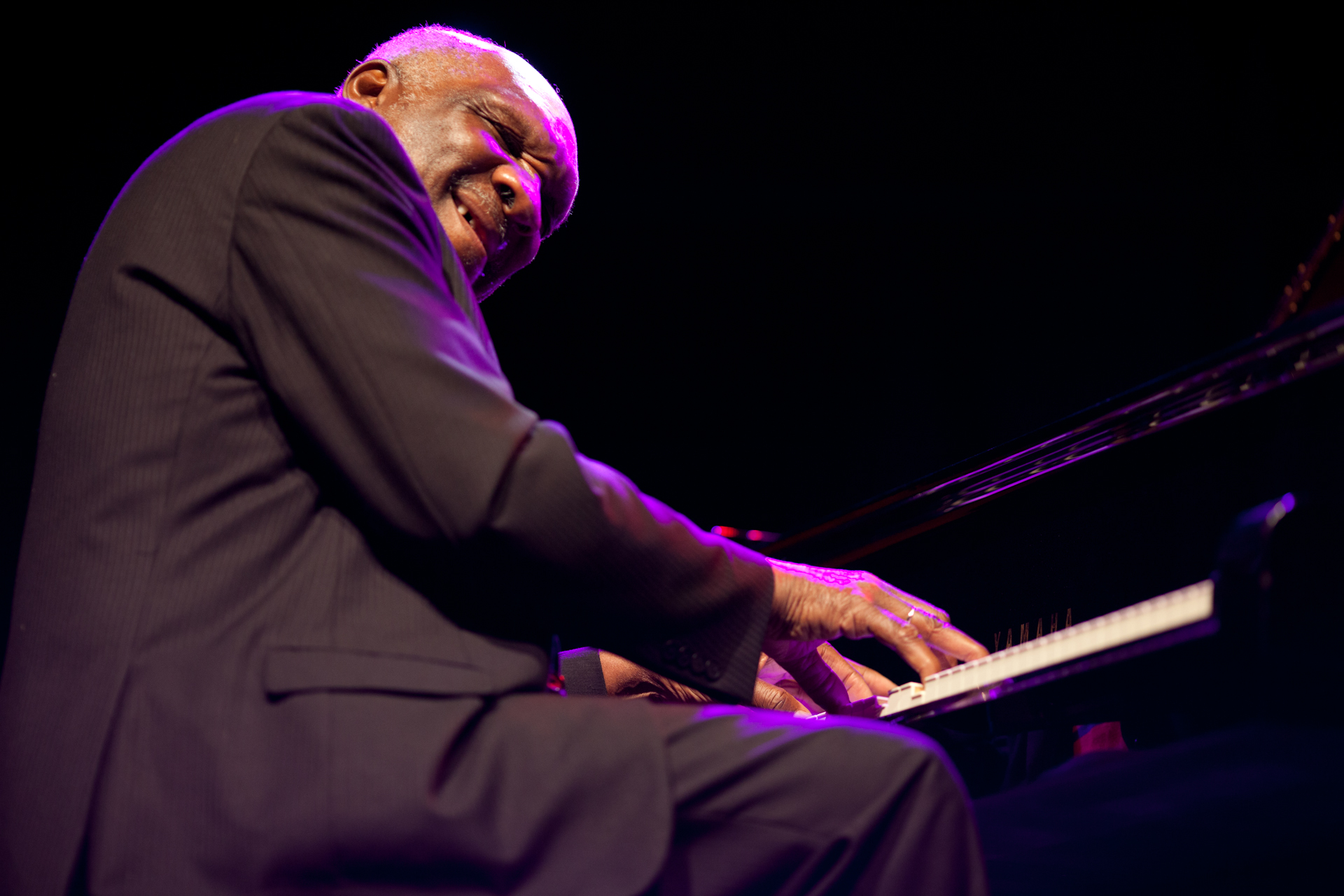
Harold Mabern (2012)

Harold Mabern (* 20. März 1936 in Memphis, Tennessee; † 17. September 2019 in New Jersey) war ein US-amerikanischer Jazzpianist.

## Leben
Mit 16 Jahren begann er als Autodidakt Klavier zu lernen, als Einflüsse nannte er Bill Lee, George Coleman, Phineas Newborn, Chris Anderson und Ahmad Jamal. „Ich hatte nie eine Klavierstunde. Das meiste der Technik, die ich besitze, kommt von dauerhaftem Spielen, dass ich jeden Tag geübt habe und dabei versucht habe schnell zu spielen.“ Seine Technik vereinigte viele Stilmerkmale vorangegangener Jazzepochen.
Der neben Charles Thomas bewunderte Phineas Newborn wurde sein Mentor in Memphis und er orientierte sich an zeitgenössischen Musikern aus Memphis wie George Coleman, Frank Strozier, Booker Little, Garnett Brown, Charles Lloyd, Louis Smith und Calvin Newborn. Einflüsse kamen von Nat King Cole und John Coltrane.
Er wurde an der Manassas High School von Matthew Garrett ausgebildet. Ab 1964 in Chicago von Ahmad Jamal, Billy Wallace, Chris Anderson und Bill Lee, mit welchem am Bass er sein Debütalbum aufnahm.

## Wirken
In den späten 1950er Jahren spielte er in Chicago mit Walter Perkins’ MJT Plus 3, neben Strozier. Ebenso machte er sich dort die seelenvolle „Knackigkeit“ (funkyness) des Blues zu eigen. In Chicago arbeitete er hart, um die Fähigkeiten am Klavier auf ein Niveau zu entwickeln, das ihn befähigte, jeden Einsatz als Musiker zu meistern.
Die folgenden zehn Jahre war er vielbeschäftigter Begleiter von Harry Edison, Lionel Hampton, 1959, Terri Quaye, J. J. Johnson, 1963–65, Joe Williams und 1965 mit Wes Montgomery auf Europatournee, auf deren Aufnahmen er als Sideman zu hören ist, ebenso auf Aufnahmen mit Lee Morgan und Art Farmer. Er spielte 1961/62 mit Benny Golson, 1963 mit Miles Davis. Weiterhin mit Sarah Vaughn, ab 1967, Dakota Staton, Irene Reid und Arthur Pryscock. 1968 erschien das eigene Album „A Few Miles to Memphis“. Ende der 1960er Jahre spielte er mit Rahsaan Roland Kirk, Sonny Rollins, Freddie Hubbard. 1970 mit Roy Brooks (Understanding) und Lee Morgan (The Complete Live at the Lighthouse); 1973/74 im Walter Bolden Trio in New York, dann mit Tiny Grimes, George Coleman, Clark Terry und Joe Newman. 1975 gastierte er auf dem Newport/New York Festival. 1977 bildete er mit Chris White am Bass und Warren Smith am Schlagzeug die Rhythmusgruppe für die Trompeter Jimmy Owens, Bill Hardman und Ted Curson beim Tribute To Clifford Brown Konzert. Er tourte 1977 mit Billy Harper durch Japan und 1981 mit George Coleman durch Europa.
Für sein Solospiel ergab sich eine gute Gelegenheit für den Rundfunk zu arbeiten mit Aufnahmen im Café des Copains in Toronto, Kanada.
Maberns stilistische Bandbreite war groß, er war ein dynamischer Begleiter, beherrschte ein erdiges Bluesspiel, interpretierte Standards als Stride und virtuos, mit der Begleitung der Linken harmonisierte er interessant und ahmte die Orchestrierung und Effekte einer Big Band nach. Er legte immer Wert auf Improvisation, nachdem er sich vorbereitend Stücke zurechtgelegt hatte.
1960 ließ Mabern sich in New York nieder und war dort in den 1970er Jahren ein gesuchter freischaffender Musiker. Er unterrichtete dort zwei Tage pro Woche am William Patterson College, machte Soloauftritte für das Radio mit gemischtem Repertoire: Popsongs, z. B. Stevie Wonder, Jazzstandards und bluesige Stücke.
Mabern gehörte 1970 Stanley Cowells Piano Choir an und 1993/94 dem Contemporary Piano Ensemble von James Williams mit Geoff Keezer, Donald Brown und Mulgrew Miller. Ab den 2000er-Jahren arbeitete er häufig mit Eric Alexander bzw. in Trio-Konstellationen, etwa mit John Webber und Joe Farnsworth. Seinen letzten Auftritt hatte er im April 2018 in Memphis, als er am Institute for Music des Rhodes College geehrt wurde.

## Diskographie (Auswahl)
- A few Miles from Memphis (Prestige, 1968) mit Blue Mitchell, George Coleman
- Wailin’ (Prestige, 1970)
- Joy Spring, (Sackville, 1985)
- Straight Street (DIW, 1991), mit Ron Carter, Jack DeJohnette
- Mabern’s Grooveyard (DIW, 1996) mit Christian McBride, Tony Reedus
- Mr. Lucky: A Tribute to Sammy Davis Jr. (HighNote, 2012)
- To Love and Be Loved (Smoke Sessions, 2017)

### Nachrufe
- Eric Alexander: Eric Alexander Remembers Harold Mabern. JazzTimes, 12. März 2020, abgerufen am 12. März 2020 (englisch).
- Giovanni Russonello: Harold Mabern, Jazz Pianist With a Lush Sound, Dies at 83. The New York Times, 23. September 2019, abgerufen am 24. September 2019 (englisch).